# Karel III. ze Schwarzenbergu
Karel III. Schwarzenberg též Karel III. kníže ze Schwarzenbergu, plným jménem Karel Josef Adolf (německy Karl III. Fürst zu Schwarzenberg, 5. července 1824 Praha – 29. března 1904 Praha), byl český šlechtic z rodu Schwarzenbergů,důstojník a císařské armády, český konzervativní politik, poslanec Českého zemského sněmu a Říšské rady, stoupenec českého státoprávního programu a vlastenec.

## Život

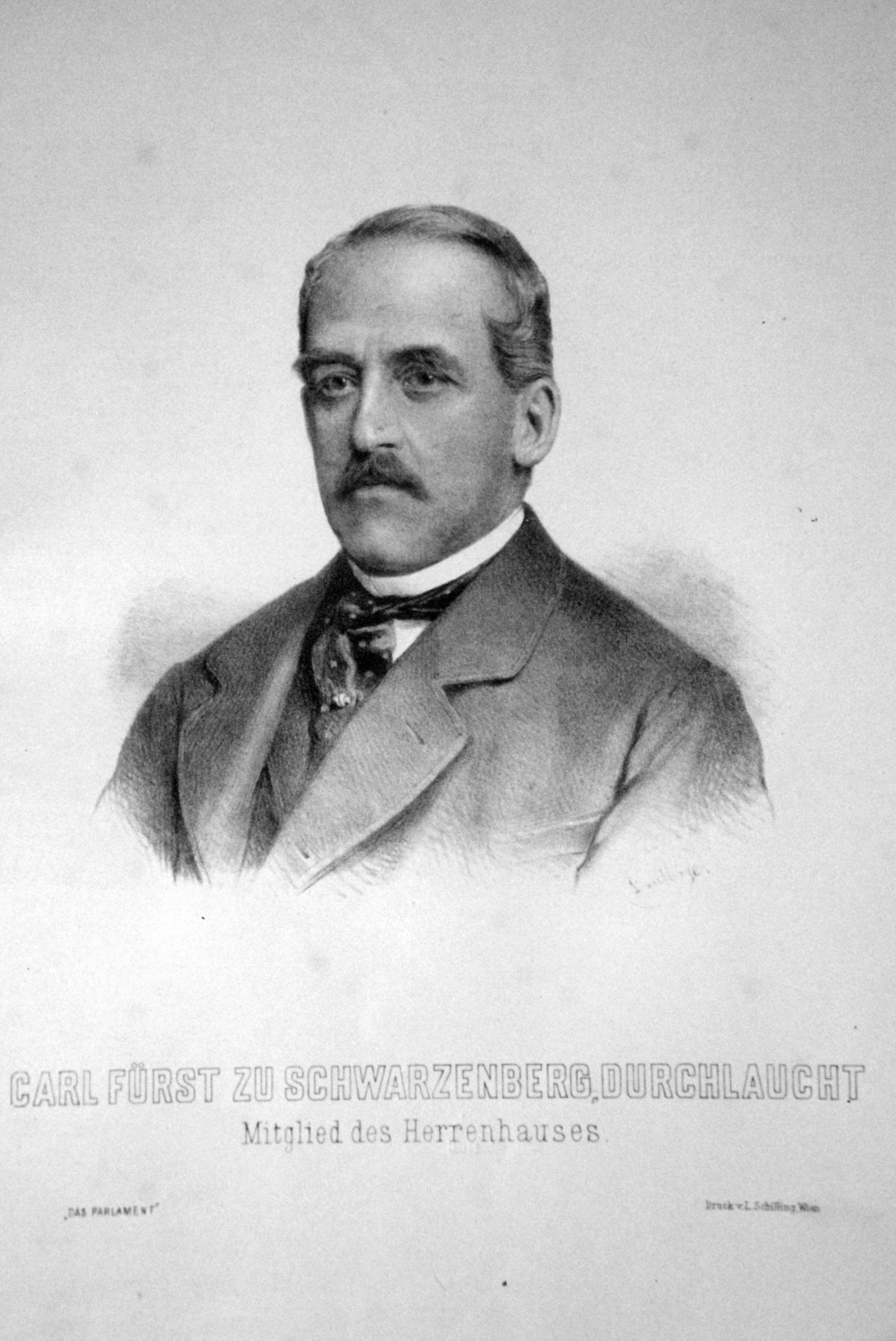
Kníže Karel III. ze Schwarzenbergu (1880)

Vystudoval právo na Karlo-Ferdinandově univerzitě v Praze a na Padovské univerzitě. Nastoupil pak do armády Rakouského císařství, kde dosáhl roku 1848 hodnosti poručíka a roku 1847 nadporučíka. V revolučních letech 1848–1849 se účastnil tažení Josefa Radeckého z Radče v Itálii. Armádu opustil roku 1856 v hodnosti majora hulánského pluku č. 1. Věnoval se pak správě rodového majetku a po smrti svého otce se stal hlavou rodu.
Dlouhodobě byl aktivní v politice. Po obnovení ústavního života v roce 1860 byl jedním z předáků Strany konzervativního velkostatku, která podporovala české státoprávní aspirace a měla blízko k Národní (staročeské) straně. Aliance mezi česky cítící šlechtou a českými liberály měla pro obě strany své výhody, šlechtě zaručovala dynamičtější sociální základnu, liberálům dodávalo spojenectví s aristokraty vážnosti pro jejich argumenty ohledně českého státního práva. V roce 1861 se Schwarzenberg stal místopředsedou muzejního výboru Českého muzea (předsedou se stal vůdce české konzervativní šlechty Jindřich Jaroslav Clam-Martinic), čímž se zapojil do českého veřejného života.
Odmítal centralistické tendence v Předlitavsku po přijetí rakousko-uherského vyrovnání. Na protest proti dualistickému řešení, které opomíjelo české autonomistické požadavky, odmítl v roce 1867 jmenování do Panské sněmovny (horní, jmenovaná komora Říšské rady). V roce 1870, kdy inicioval předseda vlády Alfred Potocki rozhovory s českou opozicí a kdy se očekávala možnost dohody a naplnění českých požadavků, byla aliance mezi Národní stranou a šlechtici obnovena. Clam-Martinic a Schwarzenberg se vydali na jednání do Vídně. 16. května 1870 pak aristokraté a liberálové jednali v Praze. Stanoviska šlechty prezentoval právě Schwarzenberg. Prohlásil, že česká aristokracie nepotřebuje nové programy a že setrvává na svých postojích z roku 1861 a že základem pro státoprávní postavení Čech/českých zemí by měl být císařský patent (takzvaná česká charta) z roku 1848. S tímto konzervativním pojetím sice nesouhlasili někteří radikální demokraté, později mladočeské orientace, jako Karel Sladkovský, ale většinově bylo přijato. Jednání nakonec nicméně nebyla úspěšná. Stejně tak nebyl úspěšný pokus o česko-rakouské vyrovnání z roku 1871 (takzvané fundamentální články), po jejichž odmítnutí Vídní Schwarzenberg prezentoval opětovně českou státoprávní pozici na závěrečném zasedání zemského sněmu a prohlásil: „Osvědčujeme, pánové, že chceme hájiti práva tohoto a chrániti je budeme, seč nám síly stačí, nechť se stane cokoliv, až do těch hrdel a statků.“

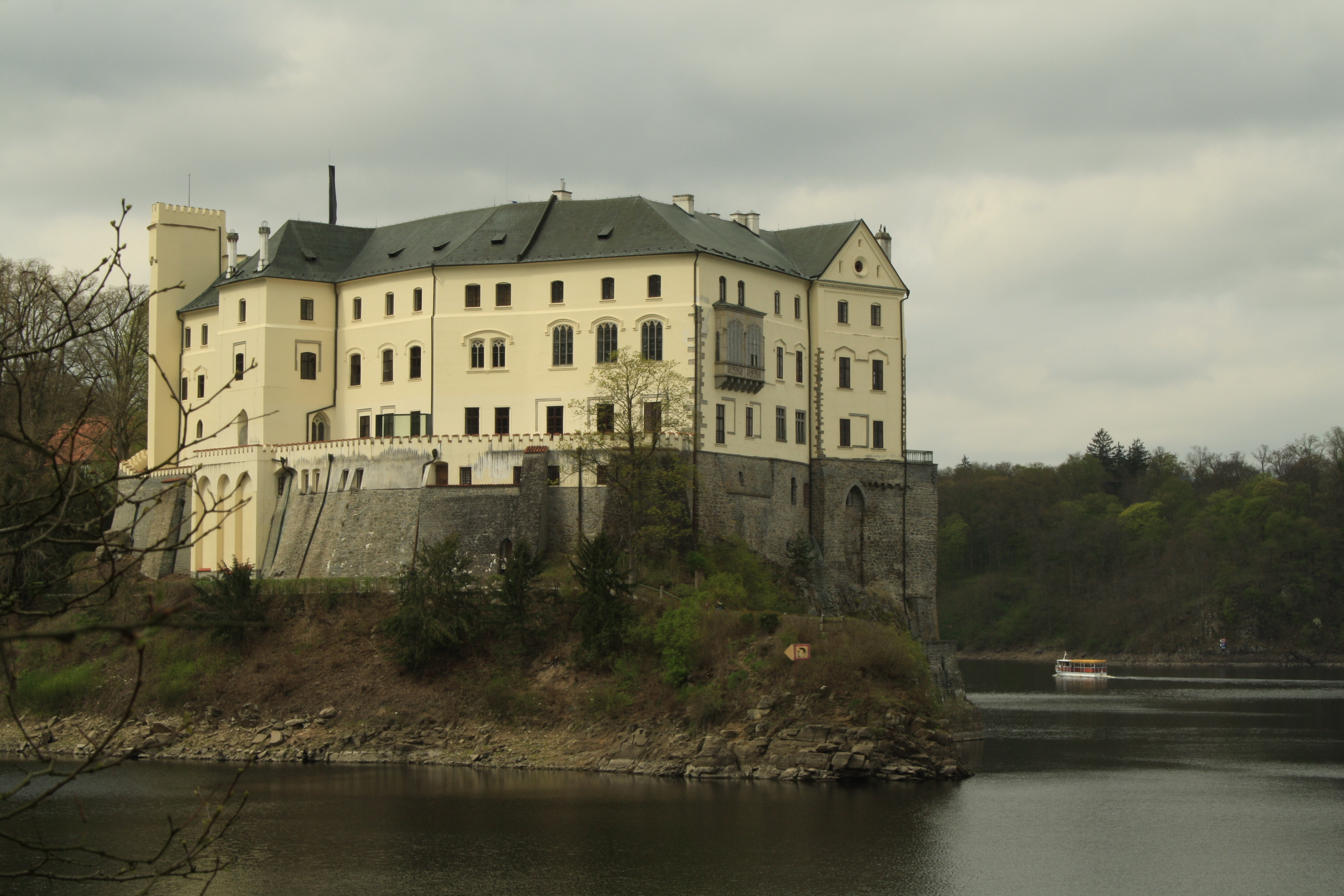
Zámek Orlík, hlavní sídlo mladší linie Schwarzenbergů

Od roku 1861 zasedal na Českém zemském sněmu. Zemský sněm ho roku 1871 zvolil poslancem Říšské rady (celostátní zákonodárný sbor, tehdy ještě nevolen přímo, ale tvořen delegáty jednotlivých zemských sněmů), kde reprezentoval velkostatkářskou kurii v Čechách. V souladu s tehdejší českou opoziční politikou pasivní rezistence ale mandát nepřevzal a do sněmovny se nedostavil (sám v roce 1870 v projevu na zemském sněmu pronesl řeč, v níž doporučil bojkot Říšské rady). Jeho mandát tak byl 23. února 1872 prohlášen pro absenci za zaniklý. Totéž se opakovalo po prvních přímých volbách do Říšské rady roku 1873, kdy získal mandát poslance za kurii venkovských obcí, obvod Sedlčany, Milevsko, Benešov atd. Z politických důvodů se nedostavil do sněmovny, čím byl jeho mandát i přes opakované zvolení prohlášen za zaniklý. Ve volbách roku 1873 se česká historická šlechta odmítla zcela podílet (byť jen symbolickou kandidaturou) a Schwarzenberg tak byl nasazen přímo na kandidátku Národní (staročeské) strany.
V roce 1879 se stal členem Panské sněmovny, kde se ihned po nástupu prezentoval společně s dalšími čtyřmi podobně orientovanými českými aristokraty státoprávním prohlášením na podporu českých požadavků.
Na Českém zemském sněmu zasedal v období let 1861–1872 a opět 1878–1890 (podle jiného zdroje až od roku 1883). V mezidobí se práce sněmu neúčastnil, zejména poté, co zemské volby v Čechách 1872 (takzvané chabrusové volby) na českém sněmu vytvořily většinu centralistických a německorakouských sil. Ve své podpoře pasivní rezistence byl dokonce radikálnější než samotní liberální politici. Roku 1878 odmítl rozhodnutí Národní (staročeské) strany vrátit se na zemský sněm se slovy: „Podrobením se zásadám, s kterýmiž souhlasiti nikdy nebudu, a vstoupením do sněmu dokázala staročeská strana, že se od nás odlučuje, a zmařivší práce a oběti tolika let, chce vésti politiku s blokem, který se úplně odchyluje od nastoupené dráhy. Nepokládejte mi to tedy za zlé, nemohu-li a nebudu-li za těchto poměrů vyhověti přání Vašemu, bych podporoval orgán naznačené strany, které jsem vší důvěrou oddaný byl.“
Později ale byl opět jedním z hlavních sněmovních poslanců. V roce 1886 se na zemském sněmu postavil společně s českou politickou reprezentací proti změně hranic soudních okresů podle národnostní hranice tak, jak to navrhoval Ernst von Plener coby reprezentant německorakouských (českoněmeckých) liberálů, ve snaze připravit půdu pro administrativní rozdělení Čech na etnicky českou a německou oblast. Plenerův návrh byl českou a federalistickou většinou odmítnut, na což čeští Němci reagovali odchodem ze sněmu, takže pasivní rezistenci nyní začala praktikovat německá strana. Poté, co zemské volby v Čechách 1889 přinesly velké zisky Národní straně svobodomyslné (mladočeské), jeho vliv klesl a odešel ze zemské i celostátní politiky (v ní ale aktivně působil jeho syn Karel IV. kníže ze Schwarzenbergu). V závěru života se věnoval převážně správě rodového majetku.
V roce 1881 byl jmenován rytířem Řádu zlatého rouna a v roce 1891 získal velkokříž Řádu sv. Štěpána. V zahraničí byl nositelem ruského Řádu sv. Vladimíra. Za účast v Radeckého italském tažení byl nositelem Vojenského záslužného kříže (1849). V roce 1883 obdržel titul c. k. tajného rady.
Byl řádným členem, v letech 1861-7 vicepresidentem a do roku 1872 presidentem Vlastenecké hospodářské společnosti. Byl vzdělaným a zkušeným agronomem ovlivněným zejména názory Horského a Komerse. V období let 1880–1890 zastával funkci v zemské školské radě. Od roku 1895 zasedal v České akademii věd a umění. V letech 1880–1891 byl prezidentem Zemské kulturní rady Českého království. 
Zemřel ve věku nedožitých osmdesáti let 29. března 1904 ve svém pražském paláci ve Spálené ulici. Pohřben byl 2. dubna 1904 v rodové hrobce v zámeckém parku na Orlíku, kterou sám předtím nechal zbudovat.

## Majetek
Patřil mezi největší pozemkové vlastníky v Čechách. Historik Otto Urban ho řadí do páté či šesté desítky největších latifundistů. Správu majetku převzal v roce 1856 místo svého otce, který tehdy trvale pobýval jako guvernér v Sedmihradsku. Majetkem rodu byly velkostatky Orlík nad Vltavou, Zvíkov, Čimelice a Tochovice v jižních Čechách, dále velkostatek Osov na Příbramsku a Sedlec u Kutné Hory. Velkostatky měly celkovou rozlohu přes 24 000 hektarů půdy. Hlavním sídlem byl zámek Orlík, kde Karel III. dokončil novogotickou přestavbu zahájenou jeho otcem (1849–1860). V pozdější době se zasloužil o záchranu a rekonstrukci hradu Zvíkov. Rodina vlastnila také nemovitosti v Praze. Pro pobyt rodiny byl určen bývalý Bissingenský palác ve Spálené ulici. Druhou pražskou nemovitostí byl Deymovský palác ve Voršilské ulici, dědictví po Karlově matce z rodu Vratislavů z Mitrovic. V tomto paláci sídlilo centrální ředitelství schwarzenberských statků, jinak byl pronajímán.

## Rodina
Byl členem vlivného rodu Schwarzenbergů, respektive jejich orlické větve. Dne 5. března 1853 vstoupil v Praze do svazku manželského s princeznou Vilemínou (Wilhelminou) z Oettingen-Wallersteinu (30. 12. 1833 Praha – 18. 12. 1910 Praha), dcerou knížete Friedricha Krafta Oettingen-Wallersteina. Z tohoto svazku vzešli čtyři dcery a dva synové. Vilemína byla c. k. palácovou dámou a dámou Řádu hvězdového kříže. Samostatně vlastnila velkostatek Starosedlský Hrádek.
- 1. Anna Marie Gabriela (1. 5. 1854 Praha – 24. 12. 1898 Vídeň)
  - ∞ (18. 5. 1874 Praha) František Antonín III. z Thun-Hohensteinu (2. 9. 1847 Děčín – 1. 11. 1916 Děčín)
- 2. Gabriela Josefina Marie Dionýsie (9. 10. 1856 Praha – 4. 12. 1934 zámek Čechy pod Kosířem)
  - ∞ (23. 5. 1882 Praha) František Josef II. ze Silva-Taroucy (13. 3. 1858 zámek Čechy pod Kosířem – 4. 8. 1936 Brno)
- 3. Karel IV. Bedřich Eduard Emanuel (1. 7. 1859 zámek Čimelice – 4. 10. 1913 zámek Orlík), kníže Schwarzenberg
  - 1. ∞ (20. 5. 1885 Vídeň) Marie Terezie Kinská z Vchynic a Tetova (18. 10. 1866 Bad Ischl – 11. 5. 1889 Osov)
  - 2. ∞ (24. 11. 1891 Vídeň) Ida Hoyos z Sprinzensteinu (31. 8. 1870 Horn – 27. 1. 1946 Vídeň)
- 4. Ida Marie Albertina (8. 4. 1861 Praha – 2. 2. 1922 Praha)
  - ∞ (2. 9. 1886 Praha) Jan Karel Lažanský z Bukové (22. 4. 1857 Baden – 6. 11. 1932 Manětín)
- 5. Bedřich Edmund Marcell (30. 10. 1862 zámek Orlík – 2. 10. 1936 Tochovice)
  - ∞ (2. 7. 1890 Praha) Marie Kristina ze Schönbornu (11. 6. 1872 Malesice – 4. 9.[pozn. 2] 1918 Tochovice)
- 6. Marie Gabriela Anna Františka (2. 10. 1869 Orlík – 20. 3. 1931 Horšovský Týn)
  - ∞ (23. 1. 1895 Praha) Ferdinand Alfons z Trauttmansdorff-Weinsbergu (13. 1. 1871 Ober-Waltersdorf – 18. 9. 1915 Białowiecz)

Díky manželce získal příbuzenské vazby na další významné osobnosti českého veřejného života, jeho švagry byli hrabě Jiří Jan Jindřich Buquoy a kníže Mořic Lobkowicz.

## Vývod z předků
|                              |                                        |  |                                |                                              |  |  |  |  |  |  |  | Josef I. Adam ze Schwarzenbergu |
|                              |                                        |  |                                |                                              |  |  |  |  |  |  |  |                                 |
|                              | Jan Nepomuk I. ze Schwarzenbergu       |  |                                |                                              |  |  |  |  |  |  |  |                                 |
|                              |                                        |  |                                |                                              |  |  |  |  |  |  |  |                                 |
|                              |                                        |  |                                | Marie Terezie z Lichtenštejna                |  |  |  |  |  |  |  |                                 |
|                              |                                        |  |                                |                                              |  |  |  |  |  |  |  |                                 |
|                              | Karel Filip ze Schwarzenbergu          |  |                                |                                              |  |  |  |  |  |  |  |                                 |
|                              |                                        |  |                                |                                              |  |  |  |  |  |  |  |                                 |
|                              |                                        |  |                                | Filip Karel Dominik z Oettingen-Wallersteinu |  |  |  |  |  |  |  |                                 |
|                              |                                        |  |                                |                                              |  |  |  |  |  |  |  |                                 |
|                              | Marie Eleonora z Öttingen-Wallersteinu |  |                                |                                              |  |  |  |  |  |  |  |                                 |
|                              |                                        |  |                                |                                              |  |  |  |  |  |  |  |                                 |
|                              |                                        |  |                                | Šarlota Juliana z Oettingenu                 |  |  |  |  |  |  |  |                                 |
|                              |                                        |  |                                |                                              |  |  |  |  |  |  |  |                                 |
|                              | Karel II. Filip ze Schwarzenbergu      |  |                                |                                              |  |  |  |  |  |  |  |                                 |
|                              |                                        |  |                                |                                              |  |  |  |  |  |  |  |                                 |
|                              |                                        |  |                                | Otto Karel Maxmilián z Hohenfeldu            |  |  |  |  |  |  |  |                                 |
|                              |                                        |  |                                |                                              |  |  |  |  |  |  |  |                                 |
|                              | Otto František z Hohenfeldu            |  |                                |                                              |  |  |  |  |  |  |  |                                 |
|                              |                                        |  |                                |                                              |  |  |  |  |  |  |  |                                 |
|                              |                                        |  |                                | Terezie Guidiová z Bagno                     |  |  |  |  |  |  |  |                                 |
|                              |                                        |  |                                |                                              |  |  |  |  |  |  |  |                                 |
|                              | Marie Anna z Hohenfeldu                |  |                                |                                              |  |  |  |  |  |  |  |                                 |
|                              |                                        |  |                                |                                              |  |  |  |  |  |  |  |                                 |
|                              |                                        |  |                                | Theodor von Stain zu Jettingen               |  |  |  |  |  |  |  |                                 |
|                              |                                        |  |                                |                                              |  |  |  |  |  |  |  |                                 |
|                              | Marie Anna Stainová z Jettingenu       |  |                                |                                              |  |  |  |  |  |  |  |                                 |
|                              |                                        |  |                                |                                              |  |  |  |  |  |  |  |                                 |
|                              |                                        |  |                                | Marie Františka Schenková ze Staufenbergu    |  |  |  |  |  |  |  |                                 |
|                              |                                        |  |                                |                                              |  |  |  |  |  |  |  |                                 |
| Karel III. ze Schwarzenbergu |                                        |  |                                |                                              |  |  |  |  |  |  |  |                                 |
|                              |                                        |  |                                |                                              |  |  |  |  |  |  |  |                                 |
|                              |                                        |  | Jan Josef Vratislav z Mitrovic |                                              |  |  |  |  |  |  |  |                                 |
|                              |                                        |  |                                |                                              |  |  |  |  |  |  |  |                                 |
|                              | Jan Vít Vratislav z Mitrovic           |  |                                |                                              |  |  |  |  |  |  |  |                                 |
|                              |                                        |  |                                |                                              |  |  |  |  |  |  |  |                                 |
|                              |                                        |  |                                | Josefa Sylvie Ludmila Markvartová z Hrádku   |  |  |  |  |  |  |  |                                 |
|                              |                                        |  |                                |                                              |  |  |  |  |  |  |  |                                 |
|                              | Josef Antonín Vratislav z Mitrovic     |  |                                |                                              |  |  |  |  |  |  |  |                                 |
|                              |                                        |  |                                |                                              |  |  |  |  |  |  |  |                                 |
|                              |                                        |  |                                | František Malovec z Malovic                  |  |  |  |  |  |  |  |                                 |
|                              |                                        |  |                                |                                              |  |  |  |  |  |  |  |                                 |
|                              | Marie Johanka Malovcová z Malovic      |  |                                |                                              |  |  |  |  |  |  |  |                                 |
|                              |                                        |  |                                |                                              |  |  |  |  |  |  |  |                                 |
|                              |                                        |  |                                | Františka Ludmila Běšinová z Běšin           |  |  |  |  |  |  |  |                                 |
|                              |                                        |  |                                |                                              |  |  |  |  |  |  |  |                                 |
|                              | Josefina Marie Vratislavová z Mitrovic |  |                                |                                              |  |  |  |  |  |  |  |                                 |
|                              |                                        |  |                                |                                              |  |  |  |  |  |  |  |                                 |
|                              |                                        |  |                                | Karel Josef Desfours                         |  |  |  |  |  |  |  |                                 |
|                              |                                        |  |                                |                                              |  |  |  |  |  |  |  |                                 |
|                              | František Antonín Desfours             |  |                                |                                              |  |  |  |  |  |  |  |                                 |
|                              |                                        |  |                                |                                              |  |  |  |  |  |  |  |                                 |
|                              |                                        |  |                                | Karolina Josefa Colonnová z Felsu            |  |  |  |  |  |  |  |                                 |
|                              |                                        |  |                                |                                              |  |  |  |  |  |  |  |                                 |
|                              | Marie Gabriela Desfoursová             |  |                                |                                              |  |  |  |  |  |  |  |                                 |
|                              |                                        |  |                                |                                              |  |  |  |  |  |  |  |                                 |
|                              |                                        |  |                                | Heřman Jakub Černín z Chudenic               |  |  |  |  |  |  |  |                                 |
|                              |                                        |  |                                |                                              |  |  |  |  |  |  |  |                                 |
|                              | Marie Antonie Černínová z Chudenic     |  |                                |                                              |  |  |  |  |  |  |  |                                 |
|                              |                                        |  |                                |                                              |  |  |  |  |  |  |  |                                 |
|                              |                                        |  |                                | Marie Arnoštka ze Šternberka                 |  |  |  |  |  |  |  |                                 |
|                              |                                        |  |                                |                                              |  |  |  |  |  |  |  |                                 |